# Jaseniwka (obwód żytomierski)
Jaseniwka (ukr. Ясенівка) – wieś na Ukrainie, w obwodzie żytomierskim, w rejonie żytomierskim, w hromadzie Pułyny. W 2001 liczyła 216 mieszkańców.